# Something's Going On
Something's Going On è il terzo album della cantante svedese Anni-Frid Lyngstad, uno dei membri fondatori degli ABBA, e si tratta del primo album interamente in inglese della cantante, mentre i due precedenti erano stati registrati in svedese. Registrato nei primi mesi del 1982, durante l'ultimo periodo di attività degli ABBA, l'album è stato pubblicato il 6 settembre dello stesso anno dalla casa discografica Polar.
Coprodotto da Hugh Padgham e Phil Collins, all'epoca batterista e voce dei Genesis, l'album si contraddistingue per un sound più duro e rock, rispetto a quanto registrato dalla cantante insieme agli ABBA, e include anche il caratteristico riverbero della batteria di Collins.
L'album ha ricevuto un'accoglienza positiva sia da parte della critica, sia del pubblico, con vendite superiori 1,5 milioni di copie, rendendolo il lavoro solista con maggior successo ad oggi di uno degli ex componenti degli ABBA.

## Tracce
Lato A
1. Tell Me It's Over – 2:52 (Stephen Bishop)
2. I See Red – 4:33 (Jim Rafferty)
3. I Got Something – 4:04 (Tomas Ledin)
4. Strangers – 4:06 (Jayne Bradbury, Dave Morris)
5. To Turn the Stone – 5:26 (Pete Bellotte, Giorgio Moroder)

Lato B
1. I Know There's Something Going On – 5:29 (Russ Ballard)
2. Threnody – 4:17 (Per Gessle, Dorothy Parker)
3. Baby Don't You Cry No More – 3:02 (Rod Argent)
4. The Way You Do – 3:38 (Bryan Ferry)
5. You Know What I Mean – 2:37 (Phil Collins)
6. Here We'll Stay (feat. Phil Collins) – 4:03 (Tony Colton, Jean Roussel)

Bonus tracks dell'edizione rimasterizzata del 2005
1. I Know There's Something Going On (single edit) – 4:07 (R. Ballard)
2. Here We'll Stay (solo version) – 4:11 (T. Colton, J. Roussel)

## Formazione
- Anni-Frid Lyngstad - voce principale, cori
- Phil Collins - batteria, cori, percussioni
- J. Peter Robinson - tastiere, arrangiamenti dei fiati e degli strumenti a corda
- Daryl Stuermer - chitarra
- Mo Foster - basso
- The Phenix Horns:
  - Don Myrick - sassofono
  - Michael Harris - tromba
  - Rahmlee Michael Davis - tromba
  - Louis Satterfield - trombone
- Skaila Kanga - arpa
- The Martyn Ford Orchestra - strumenti a corda
- Martyn Ford - direttore d'orchestra
- Gavyn Wright - primo violino

Produzione
- Phil Collins - produttore
- Hugh Padgham - ingegnere del suono, assistente produttore
- Hans Gunnar "Paris" Edvinsson - assistente ingegnere
- Registrato e missato digitalmente ai Polar Music Studios (Stoccolma, Svezia)
- Strumenti a corda e arpa registrati agli AIR Studios (Londra, Regno Unito)
- Henrik Jonsson - mastering (rimasterizzazione del 2005)
- Leif Mases - mastering (edizione del 1982)
- Yves Poyet - illustrazione di copertina
- Anders Hanser - fotografia
- Dick Nilson - album design
- Thomas Johansson - album coordinator
- Stig Anderson - produttore esecutivo

## Classifiche
| Classifica (1982) | Posizione massima |
| ----------------- | ----------------- |
| Australia         | 40                |
| Austria           | 10                |
| Canada            | 64                |
| Finlandia         | 3                 |
| Francia           | 22                |
| Germania          | 12                |
| Italia            | 21                |
| Norvegia          | 2                 |
| Paesi Bassi       | 2                 |
| Regno Unito       | 18                |
| Stati Uniti       | 41                |
| Svezia            | 1                 |